# Franz von Gruben
Franz Heinrich Freiherr von Gruben (* 26. September 1774 in Bonn; † 4. Februar 1848 in Koblenz) war ein französischer Maire und später Königlich preußischer Landrat.

## Leben
Franz von Gruben war ein Sohn des kurkölnischen Wirklichen Geheimen Hof- und Regierungsrats Constantin von Gruben (1712–1788) und dessen zweiter Ehefrau Maria Anna Josepha von Gruben, geb. von Vogelius (1736–1784).
Nach dem Ende seines Schulbesuchs in Bonn absolvierte er ein Studium der Rechtswissenschaften in Marburg und von 1795 bis 1796 in Göttingen. Im Anschluss nahm er eine Tätigkeit am Reichskammergericht in Wetzlar an und im Jahr 1800 wurde er Assessor erster Instanz am kurkölnischen Offizialat oder geistlichen Hofgericht in Arnsberg, sowie kurz darauf Beisitzer zweiter Instanz. Während der Franzosenzeit war von Gruben von 1806 bis 1814 Maire der Mairie und nachfolgend der Bürgermeisterei Gelsdorf (und ab 1814 auch Mayschoß), sowie nach dem Übergang der Rheinlande an Preußen 1815 von Kuchenheim. Gruben war zunächst als Kreiskommissar des neu errichteten Kreises Adenau, vorgesehen, bevor er 1816 landrätlicher Kommissar und schließlich erster Landrat des neu gebildeten Kreises Ahrweiler mit Dienstsitz im Blankartshof in Ahrweiler wurde. Im Jahr 1820 wurde Franz von Gruben, der unverheiratet geblieben war, in den einstweiligen Ruhestand versetzt, dem 1825 die nun auch formelle Pensionierung auf eigenen Antrag folgte.

## Schloss Gelsdorf
Nach dem Tod seines Vaters im Jahre 1788 übernahmen zunächst die Geschwister Franz von Grubens das Anwesen in Gelsdorf, bevor er im Sommer 1801 als Miteigentümer des Schlosses Gelsdorf mit der Verwaltung der Familienbesitzungen in Gelsdorf betraut wurde. Da es zunehmend schwerer wurde, die Besitzungen finanziell aufrechtzuerhalten – erste Versuche das Schloss zu veräußern wurden bereits um 1790 unternommen –, ließen er und seine beiden Schwestern Maria Anna und Ernestine von Gruben wurden die Besitzungen am 30. Januar 1821 für 13.700 Talern zwangsversteigert.

## Königsglied
Das Königsglied der bereits seit 1403 bestehenden St. Sebastianus Bürgerschützengesellschaft Ahrweiler wurde 1819 als Begleitungsgruppe für den König der Gesellschaft gegründet. Erste genannte Personen für 1819 waren Franz Heinrich von Gruben, der sich als erster eingeschrieben hatte und seitdem als Gründungsvater gilt, sowie der königlich preußische Sekretär Honecker und der königliche Forstmeister Schenk.